# Wavy Navy
Wavy Navy est un jeu vidéo de type shoot 'em up développé par Rodney McAuley et publié par Sirius Software en 1982 sur Apple II et Atari 8-bit avant d’être porté sur Commodore 64. Le joueur est aux commandes d’un PT boat qui navigue dans l’océan Pacifique ou en mer du Nord et doit affronter l’aviation ennemie. Son navire est positionné en bas de l’écran et il peut le déplacer vers la droite ou vers la gauche. En plus de se déplacer à l’horizontal, le navire monte et descend en même temps que les vagues sur lesquelles il navigue. Les avions ennemis se déplacent en lignes droite et peuvent lancer des attaques kamikazes. Ils sont protégés par des hélicoptères qui peuvent se rapprocher de la surface et tirer des rafales de mitrailleuses en direction du navire du joueur. Des bombardiers survolent périodiquement la zone pour larguer leurs bombes, que le joueur doit éviter. Après avoir éliminés les premières vagues d’ennemis, il doit aussi faire face à des missiles à tête chercheuse qu’il ne peut éviter qu’en se réfugiant dans le creux des vagues,,.